# C/2007 N3 (Лулинь)
Комета Лулинь (официальное обозначение C/2007 N3) — долгопериодическая комета. Была открыта 11 июля 2007 года 19-летним китайским астрономом Цюаньчжи Е (англ. Quanzhi Ye, кит. 葉泉志) на снимках, сделанных Чи-Шэн Линем (англ. Lin Chi-Sheng, кит. 林啟生) из тайваньской обсерватории Лулинь.
Расчёты орбиты показали, что наблюдаемый в 2009 году пролёт кометы скорее всего является её первым полётом по внутренней части Солнечной системы.
Зеленоватое свечение кометы Лулинь объясняется взаимодействием солнечных лучей и входящими в состав её ядра двухатомными молекулами углерода (C2) и ядовитого газа циана (мономер CN).
На снимках кометы начиная с января наблюдались два её хвоста: пылевой и ионный, причём из-за особенностей геометрического положения кометы до 26 февраля пылевой хвост был направлен в сторону Солнца. 4 февраля 2009 года было зафиксировано отделение ионного хвоста от кометы. Скорее всего это было обусловлено действием магнитных полей в солнечном ветре.